# Serie A 1965 (pallanuoto maschile)
La Serie A 1965 fu la 46ª edizione della massima serie del campionato italiano di pallanuoto maschile. Si impose la Pro Recco che conquistò il suo sesto titolo nazionale.

## Risultati
|                   | RNC | CN  | RNF | LZ  | RNN | NE  | RNP | PR   |
| ----------------- | --- | --- | --- | --- | --- | --- | --- | ---- |
| Camogli           |     | 4-2 | 6-0 | 2-0 | 6-2 | 4-4 | 5-3 | 2-2  |
| Canottieri Napoli | 6-1 |     | 5-2 | 3-2 | 5-2 | 3-3 | 2-1 | 1-2  |
| Florentia         | 2-1 | 2-2 |     | 3-2 | 1-2 | 3-2 | 1-3 | 1-4  |
| Lazio             | 4-3 | 4-3 | 4-3 |     | 3-1 | 3-1 | 5-2 | 2-8  |
| Napoli            | 3-1 | 1-3 | 3-2 | 1-6 |     | 2-4 | 5-1 | 3-10 |
| Nervi             | 3-3 | 1-2 | 2-1 | 2-2 | 3-3 |     | 5-3 | 1-9  |
| Pegli             | 1-2 | 1-0 | 6-3 | 6-5 | 4-2 | 4-4 |     | 3-6  |
| Pro Recco         | 3-2 | 2-1 | 7-3 | 9-3 | 8-2 | 6-1 | 3-0 |      |

## Classifica finale
|  |    | Classifica 1965   | Pt | G  | V  | N | P  | GF | GS |  |
|  | -- | ----------------- | -- | -- | -- | - | -- | -- | -- |  |
|  | 1. | Pro Recco         | 27 | 14 | 13 | 1 | 0  | 79 | 24 |  |
|  | 2. | Canottieri Napoli | 16 | 14 | 7  | 2 | 5  | 38 | 28 |  |
|  | 3. | Camogli           | 15 | 14 | 6  | 3 | 5  | 42 | 35 |  |
|  | 4. | Lazio             | 15 | 14 | 7  | 1 | 6  | 45 | 47 |  |
|  | 5. | Nervi             | 12 | 14 | 3  | 6 | 5  | 36 | 48 |  |
|  | 6. | Pegli             | 11 | 14 | 5  | 1 | 8  | 38 | 48 |  |
|  | 7. | Napoli            | 9  | 14 | 4  | 1 | 9  | 32 | 57 |  |
|  | 8. | Florentia         | 7  | 14 | 3  | 1 | 10 | 26 | 49 |  |
|  |    |                   |    |    |    |   |    |    |    |  |

## Spareggio
L'ultima classificata ha affrontato la seconda classificata della Serie B per garantirsi la permanenza nella massima serie:
| Data       | Sede   | Gara      | Gara | Gara          |
| ---------- | ------ | --------- | ---- | ------------- |
| 29-08-1965 | Milano | Florentia | 4-3  | Civitavecchia |

## Verdetti
- Pro Recco Campione d'Italia